# Wall Street English
Wall Street English (anciennement Wall Street Institute) est un réseau de centres de formation d'anglais. Créé en 1972 par l'italien Luigi Tiziano Peccenini, l'entreprise compte plus de 3 millions d'anciens élèves et un effectif actuel de 180 000 étudiants. Utilisant un modèle de franchise, Wall Street English exploite plus de 420 centres dans 29 pays du monde.